# Paradrypetes subintegrifolia
Paradrypetes subintegrifolia är en tvåhjärtbladig växtart som beskrevs av Geoffrey A. Levin. Paradrypetes subintegrifolia ingår i släktet Paradrypetes, och familjen Rhizophoraceae. Inga underarter finns listade i Catalogue of Life.